# Ucayali-Kahlkopf-Uakari
Der Ucayali-Kahlkopf-Uakari (Cacajao ucayalii) ist eine Primatenart aus der Gattung der Uakaris innerhalb der Sakiaffen (Pitheciidae). Er hat das größte Verbreitungsgebiet aller Kahlkopf-Uakaris und kommt im Norden Perus in der Region San Martín, im östlichen peruanischen Tiefland in der Region Loreto und im Norden der Region Ucayali zwischen Río Ucayali und Rio Javari, und im angrenzenden Brasilien in der Sierra del Divisor vor.

## Merkmale
Wie alle Kahlkopf-Uakaris ist der Ucayali-Kahlkopf-Uakari durch einen roten, unbehaarten Kopf, ein langes, zotteliges Fell und einen relativ kurzen, buschigen Schwanz charakterisiert. Das Fell ist rötlich, rötlich-orange oder rötlich-kastanienfarben ohne eine hellere, weißliche oder gelbliche Färbung auf Schultern und Nacken wie beim Roten Uakari (Cacajao rubicundus) und beim Novae-Kahlkopf-Uakari (Cacajao novaesi). Die Oberseite des Schwanzes ist dunkelrot oder schwärzlich.

## Lebensweise

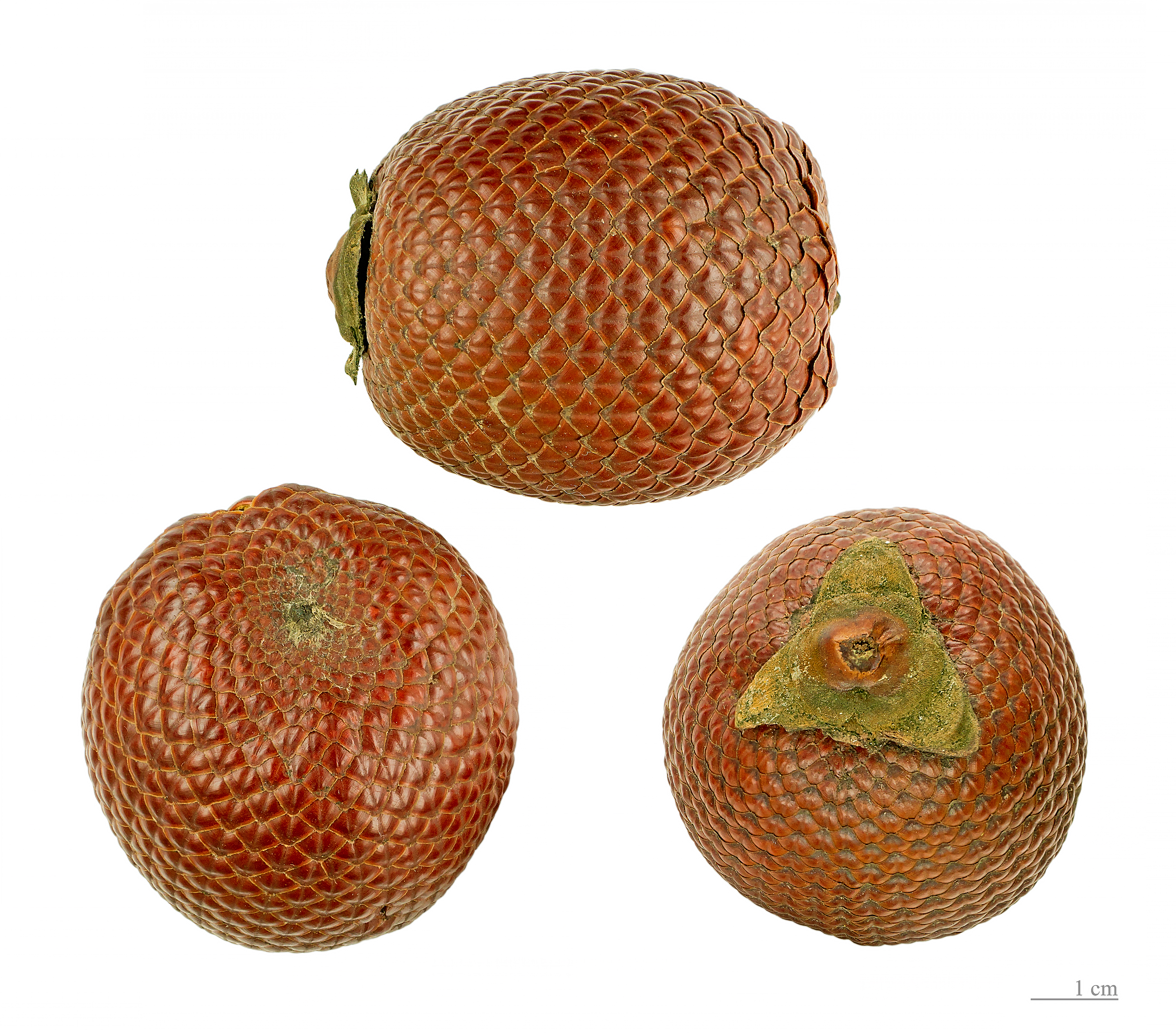
Früchte der Buriti-Palme

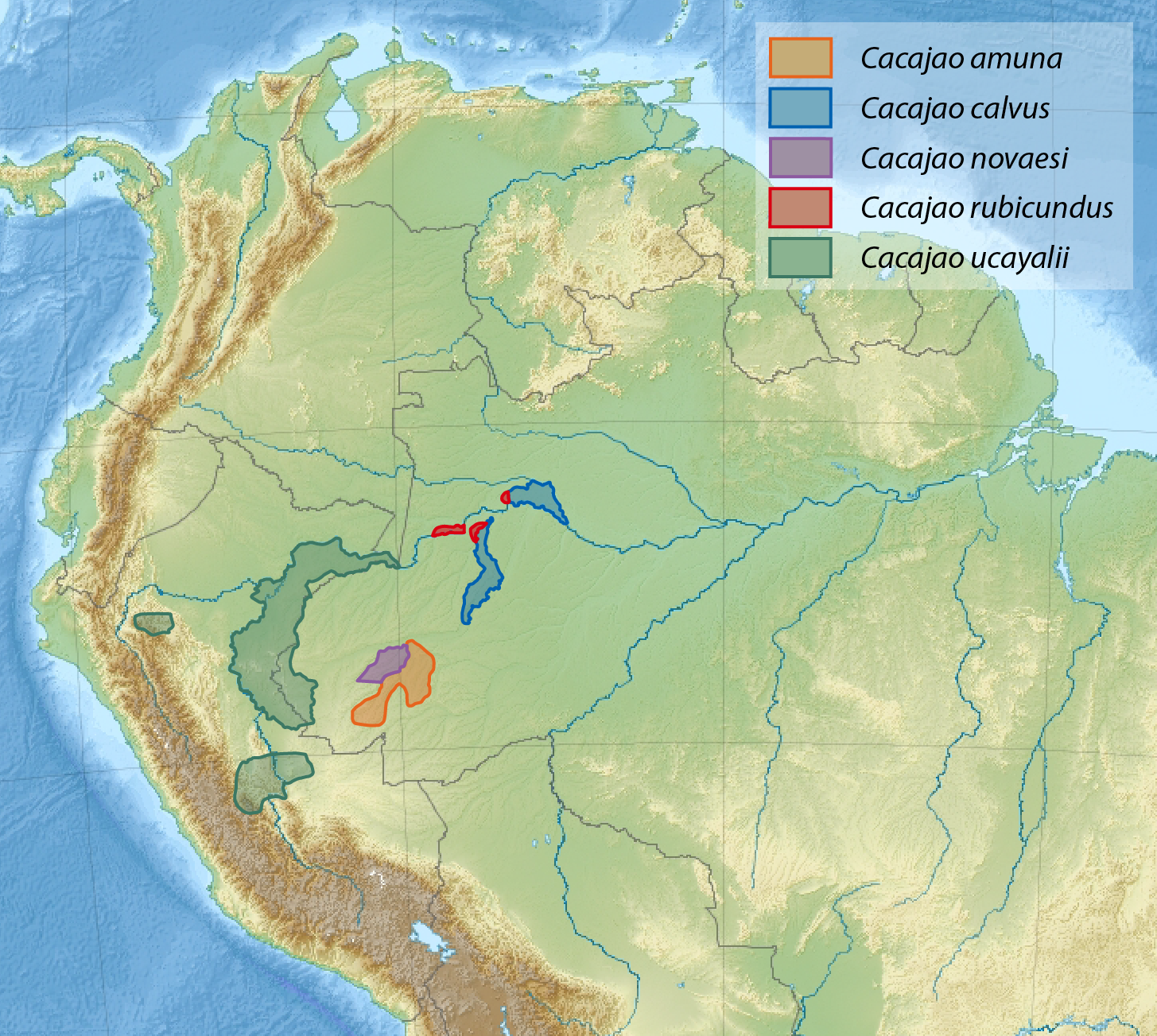
Grün – das Verbreitungsgebiet des Ucayali-Kahlkopf-Uakaris

Der Ucayali-Kahlkopf-Uakari lebt als einzige Uakari-Art nicht nur im tropischen Tiefland, sondern auch in Bergwäldern, z. B. in der peruanischen Cordillera Cahuapanas in Höhen von über 1400 Metern. Je nach Futterangebot wechseln die Tiere im nordöstlichen Peru zwischen Terra-Firme-Wäldern, der Várzea und mit Palmen bestandenen Sümpfen. Das von einer Gruppe genutzte Territorium ist dort mit 500 bis 1200 ha ungewöhnlich groß und auch die täglichen Wanderungen sind für Affen ungewöhnlich lang und liegen in der Regel bei mehr als 6000 Metern. In einem Untersuchungsgebiet am Río Ucayali bestand 55 % der von ihnen aufgenommenen Nahrung aus harten Samen oder hartschaligen Früchten und 39 % waren weiche Früchte. Männchen fressen mehr harte Samen als Weibchen und Jungtiere meiden nach Möglichkeit die harten Samen. Dies hängt wahrscheinlich mit der Kiefergröße zusammen. Zum Nahrungsspektrum gehören die Früchte der Buriti-Palme.

## Systematik
Die Affenart wurde 1928 durch den US-amerikanischen Zoologen Oldfield Thomas erstmals beschrieben. Wie alle Kahlkopf-Uakaris wurde sie lange Zeit als Unterart von Cacajao calvus geführt. Mit der Einführung eines fünften Taxons (Cacajao amuna) in der Gruppe der Kahlkopf-Uakaris im Mai 2022 erhielten alle Unterarten den Status eigenständiger Arten. Alle Kahlkopf-Uakaris sind nah miteinander verwandt und wurden sich erst in den letzten 300.000 Jahren mit der Ausbildung des heutigen Systems von Flüssen und Flussinseln voneinander getrennt.

## Gefährdung
Aufgrund von Jagd und Entwaldung listet die IUCN den Ucayali-Kahlkopf-Uakari als gefährdet.